# Am Kölnberg
Am Kölnberg ist ein Dokumentarfilm der deutschen Filmemacher Laurentia Genske und Robin Humboldt über vier Bewohner der Hochhaussiedlung Auf dem Kölnberg im äußeren Kölner Stadtteil Meschenich. Der Film ist die Abschlussarbeit der beiden Regisseure an der Kunsthochschule für Medien Köln. Am Kölnberg wurde 2014 beim 57. Internationalen Leipziger Festival für Dokumentar- und Animationsfilm im Deutschen Wettbewerb uraufgeführt und mit zahlreichen Preisen ausgezeichnet, u. a. dem Deutschen Dokumentarfilmpreis 2015 (Förderpreis des Hauses des Dokumentarfilms). Am 13. März 2015 startete der Film in den deutschen Kinos.

## Zusammenfassung
Die Hochhaussiedlung „Am Kölnberg“ genießt einen schlechten Ruf. Neben Flüchtlingsfamilien und Einwanderern aus aller Welt leben hier Menschen, die aus den unterschiedlichsten Gründen am äußeren Rand der Gesellschaft gelandet sind. Arbeitslosigkeit, Drogenmissbrauch und Prostitution gehören für viele zum Alltag. Der Film begleitet vier Personen über einen Zeitraum von zwei Jahren und dokumentiert ihr Leben am Kölnberg mit Höhen und Tiefen. Eines haben sie alle gemeinsam: Den Traum von einem erfüllten Leben, fernab vom Kölnberg.

## Kritik
Die Deutsche Film- und Medienbewertung (FBW) schreibt: „Der Dokumentarfilm AM KÖLNBERG ist eine tiefmenschliche und authentische Milieustudie. Ein beeindruckender Film, der mehr zeigt als eine Siedlung am Rande von Köln. Sondern auch eine Gesellschaftsschicht mitten in Deutschland. Schnörkellos gut und ehrlich.“
Ralf Schenk schreibt im Filmdienst: „Gut also, dass es leise, unaufgeregte und doch intensive Dokumentarfilme wie ‚Am Kölnberg‘ gibt, die eine von den Medien fast vollkommen ausgeblendete Wirklichkeit transparent machen.“
Im Haus des Dokumentarfilms heißt es: „Das Entscheidende des Filmemachens kann man nicht lernen; es ist der Blick, mit dem wir auf die Welt schauen. Es ist die Art und Weise; wie wir die Menschen betrachten; welchen Raum wir ihnen geben; es ist der Rhythmus, den wir finden jenseits von Modernismen und doch in der Zeit. Es ist das Besondere in uns. Wir waren einstimmig der Meinung, dass diesen beiden jungen Filmemachern der Nachwuchspreis gehört. Wir wollen mehr Filme von ihnen sehen.“
Laut Filmplus liegt der „große Verdienst der Editorin liegt vor allem darin, die Härten des täglichen Lebens in einen Fluss von detaillierten Beobachtungen zu bringen, ohne sich dabei in einer voyeuristischen Betrachtungsebene zu verfangen.“

## Auszeichnungen
- Dok Leipzig 2014 / Deutscher Wettbewerb: Lobende Erwähnung[8]

- Nonfiktionale Preis der Stadt Bad-Aibling 2015 (ex aequo „Göttliche Lage“)[9]

- Deutscher Dokumentarfilmpreis 2015 / Förderpreis des Hauses des Dokumentarfilms[10]

- Prädikat „Besonders Wertvoll“ (FBW – Deutsche Film- und Medienbewertung)[11]

- Nominierung in der Kategorie Dokumentarfilm  für den First Steps Award 2015[12]

- Bild-Kunst Schnittpreis Dokumentarfilm (Filmplus 2015)[13]

- Vorauswahl in der Kategorie Dokumentarfilm für den Deutschen Filmpreis 2016[14]